# فرودگاه بازول بی
فرودگاه بازول بی (به انگلیسی: Boswell Bay Airport) یک فرودگاه خصوصی بهره‌برداری هوایی با کد یاتا BSW است که یک باند فرود شن دارد و طول باند آن ۷۹۶ متر است. این فرودگاه در کشور ایالات متحده آمریکا قرار دارد و در ارتفاع ۷۰ متری از سطح دریا واقع شده‌است.